# Халштроф
Халштроф (фр. Halstroff) насеље је и општина у североисточној Француској у региону Лорена, у департману Мозел која припада префектури Тионвил Ест.
По подацима из 2011. године у општини је живело 297 становника, а густина насељености је износила 27,55 становника/km². Општина се простире на површини од 10,78 km². Налази се на средњој надморској висини од 275 метара (максималној 313 m, а минималној 248 m).

## Демографија
| 1962. | 1968. | 1975. | 1982. | 1990. | 1999. | 2011. |
| ----- | ----- | ----- | ----- | ----- | ----- | ----- |
| 204   | 358   | 393   | 313   | 281   | 286   | 297   |

График промене броја становника у току последњих година